# Kanalski Lom
Kanalski Lom je vas v Občini Tolmin. Javni vaški zgradbi sta cerkev svetega Primoža in Felicijana ter osnovna šola, ki danes ne deluje več. Tradicionalna vaška prireditev je Tek na Široko. Prebivalci se večinoma ukvarjajo z živinorejo in sadjarstvom. Šteje okrog 100 prebivalcev.  V bližini vasi je najvišji vrh Banjške planote, Veliki vrh.

## Osebnosti, povezane s krajem
- Anton Pavšič (1901-1985), fotograf, organist in kulturno-prosvetni delavec[2] [3] [4]